# Ульгі (Біржан-сала район)
Ульгі́ (каз. Үлгі) — село у складі району Біржан-сала Акмолинської області Казахстану. Адміністративний центр Ульгинського сільського округу.
Населення — 837 осіб (2021; 1086 у 2009, 1241 у 1999, 1991 у 1989).
Національний склад станом на 1989 рік:
- казахи — 86 %;
- росіяни — 25 %.

До 2007 року село називалося Казгородок.